# Hipólita della Rovere
Hipólita Della Rovere (em italiano:  Ippolita; Urbino, 1525  —  Nápoles, 1561) foi princesa de Urbino por nascimento e duquesa consorte de Montalto pelo seu casamento com Fernando de Aragão e Guardato, 1.° Duque de Montalto.

## Família
Hipólita foi a primeira filha e segunda criança nascida de Francisco Maria I, Duque de Urbino e de Leonor Gonzaga. Os seus avós paternos eram Giovanni della Rovere, duque de Sora e Joana de Montefeltro. Os seus avós maternos eram Francisco II Gonzaga e Isabel d'Este.
Ela teve quatro irmãos: o duque Guidobaldo II Della Rovere; Isabel, primeira esposa de Alberico I Cybo-Malaspina; Júlia, esposa de Afonso d’Este, Marquês de Montecchio, e o cardeal Giulio.

## Biografia
Com cerca de seis anos de idade, a princesa Hipólita casou-se com Fernando de Aragão, filho ilegítimo do rei Fernando I de Nápoles e de Diana Guardato, em 1531.
Eles tiveram três filhos, dois meninos e uma menina.
Fernando morreu em 1542.
Hipólita permaneceu viúva até o seu falecimento, em 1562, com cerca de 36 anos.

## Descendência
- Antônio de Aragão (1543 – 1583), duque de Montealto. Foi marido de Maria de La Cerda, com quem teve uma filha;
- Isabel de Aragão (m. 1578), esposa de João Luís, 5.° duque de Medinaceli de La Cerda, com quem teve dois filhos;
- Pedro de Aragão (1542 – 1544).